# Saamen silta
De Saamen silta (Noors: Samelandsbrua) is een tuibrug die een vaste wegverbinding vormt tussen Finland (nabij Utsjoki) en Noorwegen ( Roavvegieddi bij Tana ). De brug overspant de Tenojoki, is 316,5 m lang en 12 m breed. De pijlers zijn 117 m hoog en staan 155 m uit elkaar.
De brug werd in 1993 geopend. Zij is het eindpunt van de Rijksweg 4 uit Helsinki. De Europese weg 75 loopt over de brug verder naar Vardø.

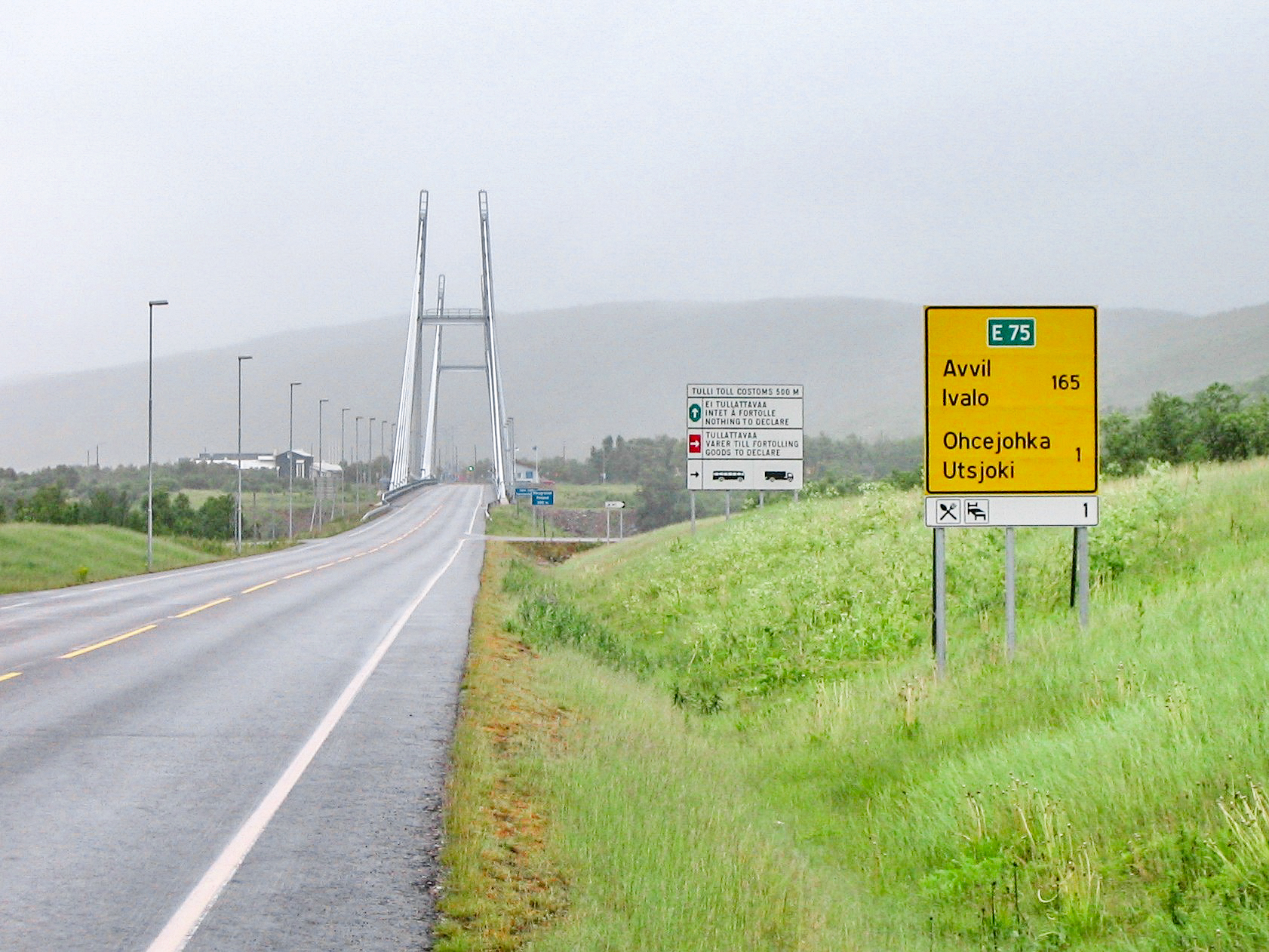
Zicht naar de brug van de Noorse zijde

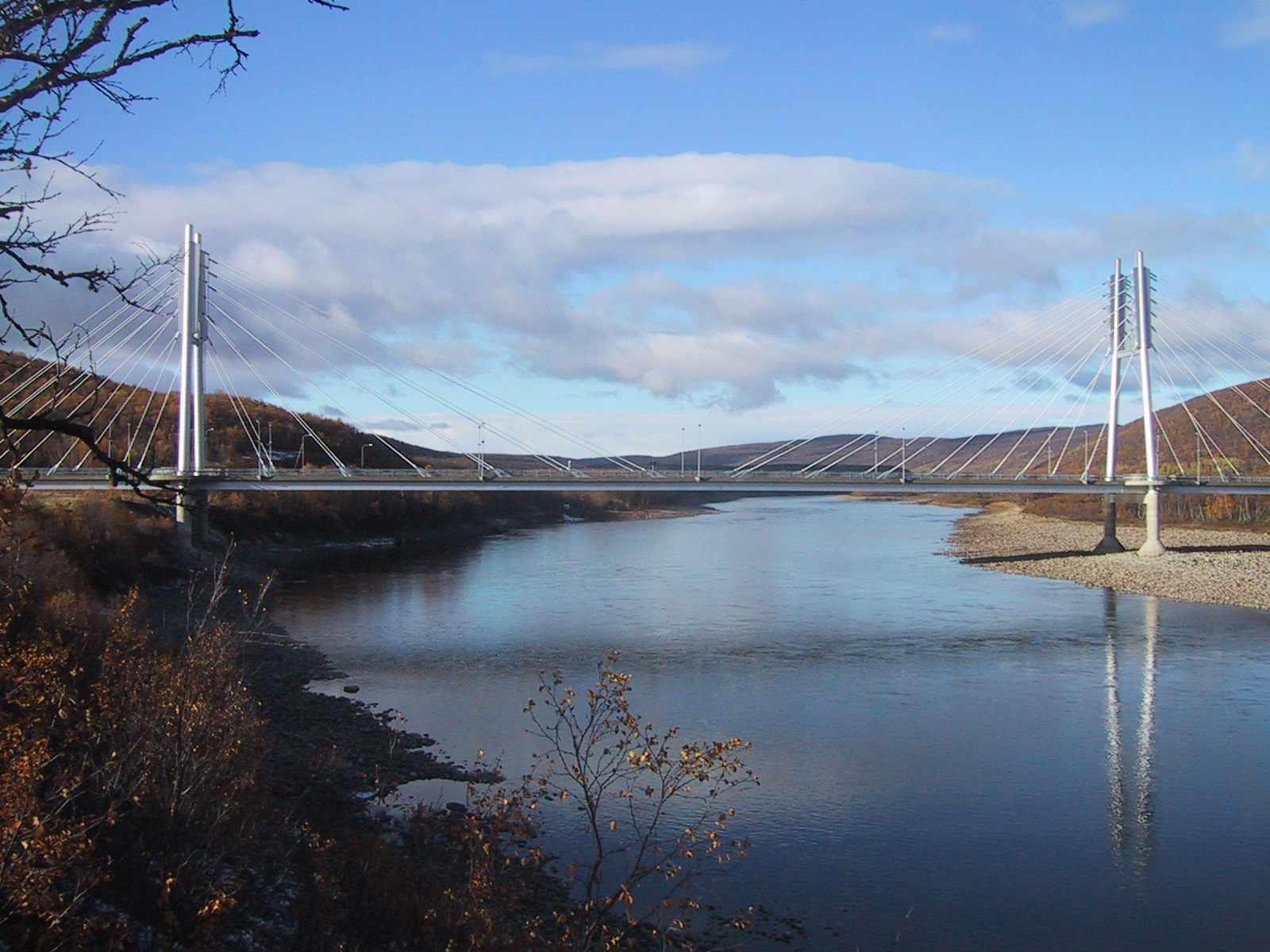
De Tenojoki met de brug